# Euparkerella brasiliensis
Euparkerella brasiliensis är en groddjursart som först beskrevs av Parker 1926.  Euparkerella brasiliensis ingår i släktet Euparkerella och familjen Strabomantidae. IUCN kategoriserar arten globalt som livskraftig. Inga underarter finns listade i Catalogue of Life.